# CFC Changfu Center
Lo Shenzhen CFC Changfu Centre, noto anche come Chang Fu Jin Mao Tower (in cinese: 长富金茂大厦S), è un grattacielo alto 304,3 metri che si trova nella città di Shenzhen, nella provincia di Guangdong, in Cina. L'edificio, costruito tra il 2011 ed il 2015, conta un totale di 68 piani (più ulteriori 4 piani sotterranei).